# Pseudomyrmex termitarius
Pseudomyrmex termitarius é uma espécie de formiga do género Pseudomyrmex, subfamilia Pseudomyrmecinae. Esta espécie foi descrita cientificamente por Smith em 1855.

## Distribuição
Encontra-se em Bolívia, Brasil, Colômbia, Guyana Francesa, Granada, Guyana, Antillas Menores, Panamá, Paraguai, Peru, Surinam, Trinidad e Tobago e Venezuela.